# Rolapitant
Rolapitant, que se vende bajo la marca Varubi entre otras, es un medicamento utilizado para las náuseas y los vómitos inducidos por la quimioterapia . Se utiliza más comúnmente para las náuseas que se producen más de 24 horas después de la quimioterapia. Este medicamento se utiliza por vía oral o mediante inyección en vena     
Los efectos secundarios más comunes son hipo, mareos, dolor de cabeza y cansancio. Interactúa con la hierba de San Juan. Actúa bloqueando el receptor NK1. 
El medicamento fue aprobado para uso médico en los Estados Unidos en 2015. Fue aprobado en Europa en 2017, pero esa aprobación fue retirada más tarde.En los Estados Unidos cuesta alrededor de 670 dólares estadounidenses por dosis. 